# B&B (お笑いコンビ)
B&B（ビー アンド ビー）は、日本の漫才コンビ。広島県広島市出身の島田洋七（しまだ ようしち、1950年2月10日 - ）が、相方を4度変えたコンビ名である。本稿は特に岡山県笠岡市出身の島田洋八（しまだ ようはち、1950年2月13日 - ）と組んだ三代目B&Bについて詳述している。このコンビの東京進出が漫才ブームを誘発・点火させた。
コンビ名「B&B」は、洋七が昔アルバイトしていた大阪宗右衛門町のディスコの店名を勝手に拝借したもので、特に意味はない。

## 経歴

### 初代B&B
- 1971年、島田洋介・今喜多代に入門した島田洋七が[出典 2]、1972年、桂三枝に紹介された団順一（現在の放送作家・萩原芳樹。以下萩原）と初代B&Bを結成[15]、洋七は島田洋一名で漫才師としてデビューした（以下洋七）[14]。コンビ名は師匠である島田洋介から「洋一・順一」と付けられたが、洋七はいかにも漫才師らしい名前がしっくりこず[16]、"今"という最新のネタをテーマに喋る仕事だからこそ、ネーミングも今風にしたいと洋七がバイトしていたディスコの店名を拝借して「B&B」と命名した[出典 3]。今でこそコンビ名をつけるのは当たり前だが、コメディNo.1がその先駆けで、当時はまだ珍しく[16]、師匠からはこっぴどく怒られて、「何の意味があるんや!」と怒鳴られ、苦し紛れに「ボーイ&ボーイの略です」と答えたものが、現在もコンビ名の由来として一部の文献に見られる[11]。
- 初舞台となった名古屋・大須演芸場のお客は5人だった。当初は萩原がリーダーで、洋七はツッコミ担当。弟子上がりで素人然の洋七に対し、学生時代から横山やすしや桂三枝の薫陶を受け、テレビやラジオのお笑い番組で前説を担当していた萩原が洋七に教え込む形でリードしていた[出典 4]。萩原は、ノンプロ芸人として『ヤングおー!おー!』（MBS制作）の前説を勤めていた頃、洋七からコンビを組みたいと誘われるが、ピン芸人としての自信を付けていたのと洋七の広島訛りが強かったため、まともな掛け合い漫才は出来ないとこれを無視。ヤングジャパンから誘いを受け正式にプロデビューの話が来たところ、番組を共同制作していた吉本興業から前説のクビを言い渡される。つまり、同社と契約することは吉本から圧力がかかり、今後の芸能活動に支障をきたすことになる。やむなく萩原は三枝と相談し、洋七の誘いを受け容れコンビを組むことで、萩原は吉本所属の漫才師になった。ただし、洋七の兄弟子（島田一の介）の年季明けがまだ済んでいなかったため、デビューまで時間がかかった。
- 後に漫才をそれまでの"8ビート"から"16ビート"に上げたといわれる[19]、洋七のマシンガン漫才のルーツは、萩原に「面白いから見に行こう」と誘われて見た松竹芸能の浮世亭ケンケン・てるてるであった[出典 5][注釈 2]。
- 初舞台から11ヶ月で最優秀話術賞を受賞[17][注釈 3]。当時の芸能雑誌に若手の有望株として東京のマックボンボン（志村けんがいやま淳と組んでいたコントコンビ）とともに紹介される[22]など注目されていたが、萩原がそのころトップホットシアターに出演していたはな寛太・いま寛大の舞台を見て自信を喪失して失踪[出典 6]。こうして初代B&Bは消滅した[出典 7]。

### 二代目B&B
- 1973年5月、洋七は上方真一(後の上方よしお)と二代目B&Bを結成[出典 8]。このとき真一は松竹芸能から吉本に移籍した[26]。なお、真一は「B&Bの片割れが新しい相方を探している」と聞き、以前から目を付けていた萩原と組めると思って申し込んだら、相方を募集していたのは洋七の方でガッカリしたという。洋七と西川のりおとは犬猿の仲で知られるが（不仲となった原因は後述）、真一はのりおの勧めでコンビを結成したという[26]。
- 天性とも言えるスピード感溢れるしゃべりとセンスは、関係者の間で高い評価を受け、数々の賞を受賞[出典 9]。1974年の『NHK上方漫才コンテスト』に出場してB&Bを客席で観たというザ・ぼんちの里見まさとは、「『もうええよ!』と言うくらいの大爆笑に次ぐ大爆笑で圧倒された。『負けた..』と正直にそう感じた」と述べている[30]。
- またこの頃、当時18歳の島田紳助がTVで洋七を見て衝撃を受け「島田洋七を倒す事に俺の青春を賭けよう」と考え、同門入りした話は今や伝説となっている[出典 10]、B&Bの漫才を徹底的に研究した[出典 11]。紳助が見たときの洋七の相方はよしおである。
- この二代目B&Bは結構売れて[11]、1975年1月にはフジテレビのバラエティ番組『オールスター90分』に、学業専念で一時活動を休止したあのねのねに代わってレギュラーに抜擢された[出典 12]。吉本興業所属のタレントが、東京キー局のゴールデンタイムでレギュラーを持つのはこれが最初ともいわれる[15]。
- 広島出身の洋七としては、大阪も東京も関係なく[23]、どうせなら東京で勝負したいとよしおを誘うが、よしおが「怖い」と尻込み[出典 13]。また洋七が真一に楽器を持てと強要し大ゲンカとなって二代目B&Bは解散した[出典 14]。

### 三代目B&B
- 洋七は漫才は諦めようかと悩んだが、花月劇場の幕引き、進行役をしていた島田洋八を、また三枝が「あの人はどないや。」と薦めるので洋八を口説き1975年9月、三代目B&Bを結成[出典 15]。「七転び八起き」または「七転八倒」から、それぞれ洋七・洋八に改名。この命名は師匠の島田洋之介[15]。紳助は「洋七の相方が洋八になって戦力は落ちた」と述べている[36]。
- 結成二年目の1977年には第6回上方お笑い大賞銀賞を受賞[24]。翌1978年には第13回上方漫才大賞奨励賞を受賞するなど実力が認められた。こと劇場内で笑いをとることにかけてはB&Bは、一、二を争っていた[37]。
- しかし当時は関西でも演芸番組が激減していた時代[出典 16]、B&Bが売れっ子になるという訳ではなかった[出典 17]。1978年に吉本に入社した大﨑洋は「僕が吉本に入った頃は、やすきよさんの稼ぎで社員が食べられていた規模でした。漫才ブームの前で、劇場には『悪場所』の雰囲気がぷんぷん。滅び行くものを芸人さんと走りながら売っていくんやな、と最初に思いましたね」などと述べている[39]。新野新は、B&Bを当時から高く評価し、「久方ぶりの上方漫才の収穫といわれながら、仕事がないという彼ら。B&Bくらい面白くなった漫才なら、どんどんテレビへ出て、もうとっくに茶の間のおなじみになっていいはずだが、時期が悪いといおうか、B&Bがテレビに出演することは、めったにない。それにしても、売り出す、ということはむずかしいことだと改めて思う」などと著書で述べている[出典 18]。
- 1979年、「ヤングおー!おー!」（MBS制作）のチンチラチンコーナーにレギュラー抜擢されなかった事が原因で大阪の活動に限界を感じる（詳細は後述）。この事が最終的に決断した理由だが、頑なに東京行きを決行した理由を洋七は幾つか異なる説明をしている[13]。一つは当時の吉本興業には、やすしきよし、Wヤング、中田カウス・ボタンといったそうそうたる売れっ子がズラリといて、どんなに賞を獲ったとしても、自分たちは野球でいえば二軍、いつかはおハチが回ってくるかもしれないが、ボクは待ちきれなかった[41]。また当時の大阪の若手実力漫才コンビの中では、ほぼ唯一の"非関西圏"の出身でもあり、大阪にいるあいだは"ヨソもん意識"があって大阪に執着は無く、東京なら"ヨソもん"の集まりだからいいだろうと考えたこと[出典 19]。「僕ら広島と岡山の出身やから、大阪で働くのも東京へ行くのも、根本的には違いない」[29]、「一部から認められているのだが、いっこうに売れない。生活だって楽ではない。そんな焦りから気分を変えるために東京に出た」[29]。他に星セント・ルイスが大阪の東西対抗というテレビ番組にやってきて、西の代表として迎え撃ったが、笑いでは自分たちが勝っていた。セント・ルイスの人気をみて、東京に行った方が売れるんじゃないかと思ったこと[出典 20]。また、大阪では結構売れっ子となっていたのに、郷里の広島や、祖母のいる佐賀ではほとんど知られておらず[出典 21]、「いくら売れても大阪ローカルではダメ、東京発の全国ネットのTV番組に出演しなければ意味がない」と悟ったこと[出典 22]。他にも、この頃から付き合いのあったビートたけしから「東京に来いよ」と言われていた[43]、Wヤングの平川幸男に「お前らなら売れる。東京に行け」と勧められたという話もある[47]。友人でもあり、ライバルでもあったザ・ぼんち・里見まさとは、「洋七は以前から、このままではいかん。東京に出たい、出たいと言っていた」と話している[48]。これらの理由から東京で活躍したいという野望が沸く[49]。東京進出を洋八に話すと二つ返事でOKと言った[23]。洋七は大阪の芸人が東京に進出したのは僕らが初めて」と延べている[23]。上京前日、洋七のアルバイト先のスナックを訪ねた親しい大阪新聞記者に洋七は、「俺は腕はある。自信もある。けど、どこで漫才やったらええねん」と吐露した[7]。これが当時の漫才の置かれた状況[7]。洋七の言葉は、当時の若手漫才師みんなの代弁だった[7]。上方漫才界のガスは十分に充満していた[7]。

- 当時の吉本は東京に事務所がなかった[出典 23][注釈 4]。1979年8月26日、NHK教育テレビ『若い広場』「B&Bラストin大阪(うめだ花月)」に出演。同年9月、東京行きを決行した[出典 25]。

### 漫才ブーム
- 東京の漫才協団に加入し戸崎事務所に移籍[出典 26]。東京の業界はB&Bを概ね好意的に受け入れた[61]。このため吉本は円満退社だったという説がある[28][注釈 5]。浅草松竹演芸場に当初ノーギャラで出演。B&Bの名前は東京の関係者には轟いており、観客がまばらなのに偵察に来た東京の若手芸人達が立ち見に並んだ[出典 29]。自身もこれを見たというラサール石井は「何より凄かったのは洋七さんのテンポ、速射砲のような喋りとパワーあふれるツッコミ」「しかも画期的なことは、出番でない他の芸人達がB&Bが出ると楽屋から出てきて客席の後ろの方で大笑いしていた」と話している[64]。同業者にはウケないのが普通なのである。それほど売れていなかったツービートのビートたけしもまた、洋七の“言葉の連射攻撃”“客を完全に飲み込んで唖然とさせる漫才”を見て衝撃を受け、スピードを早め、たけし一人が喋りまくるスタイルへ変更した、と著書『浅草キッド』に記している[出典 30]。ツービートの看板ネタ「山形いじめ」は、B&Bの「広島vs岡山ネタ」を真似たもので[45]、借用元のB&Bの上京以降「山形いじめ」ネタを封印せざるを得なくなり、それがツービートの過激度を一段と高めることになった[出典 31]。こうして東京でも瞬く間に高い評価を得て、漫才協団幹部の内海桂子が「よくもこんな（凄い）人を吉本がくれたわね」と驚嘆した[44]。

- 1980年1月、澤田隆治プロデュースによる「花王名人劇場」（関西テレビ）「激突!漫才新幹線」に大抜擢され出演[出典 32]。この番組はゴールデンタイムの1時間枠をMC無しで、B&Bとやすしきよし、星セント・ルイスの三組が、おのおの10数分間の持ち時間で漫才のみをする、という当時としても画期的で、勿論現在のゴールデンでも見られない形態のものだった[出典 33]。当時のテレビでの漫才は、お昼の演芸番組（『大正テレビ寄席』など）や、正月の寄席中継、タレントのかくし芸等で3分とか5分とかにコマ切れして見せるもので[出典 34]、この頃はコントが非常に人気があり、特に東京では漫才はコントや落語に比べて影が薄い、古臭いイメージだったのである[出典 35]。関西でも同様で、極端にいえば、漫才は年寄りの娯楽に過ぎないイメージで[出典 36]、当時は演芸番組自体が激減していて、大阪でも漫才だけという番組はなく、テレビ局全体で週1〜2本が細々と残っているだけという状況でゴールデンではほとんど漫才は無かった[出典 37]。ましてや若手漫才師が全国ネットのゴールデンに出演することなど無かった[出典 38]。吉本興業の木村政雄は「若者はゴールデンタイムに漫才なんて見たことがなかったと思う」と述べている[52]。また漫才と言えば、スーツや派手なタキシード、蝶ネクタイ等を着用し、年期の入った掛け合いを見せる、というものだったが[出典 39]、TシャツにGパン、長髪の今風の若者が、掛け合いを無視したボケの一方的なしゃべりで、広島や岡山など地方をネタにした郷土ギャグを、体を使ったオーバーアクション、一発芸を駆使してみせるという高速漫才[出典 40]は、従来の漫才とは違うとても新鮮なもので[注釈 6]、やすきよにも一歩も引かない姿は大きな反響を巻き起こし[出典 41]、一夜にしてスターダムにのし上がる[出典 42]。"16ビート"の"マシンガン漫才"が初めて全国のお茶の間に届けられた[出典 43]。
- こういったスタイルは多くがその元祖、草分けといえるものであり、現在もお笑いの基本となっている。元々、この企画はタイトル通り、東京代表の星セント・ルイスと、大阪代表のやすしきよしの激突で、広島vs岡山ネタをやっていた新人のB&Bは"つけ合わせ"としての出演だった[78]。この千載一遇のチャンスをB&Bはモノにした。長らく司会に専念していたやすしきよしが、長い漫才をやるという話題性もあって「激突!漫才新幹線」は高視聴率を稼ぎ、これが各局とも漫才番組を製作する切っ掛けとなった[出典 44]。洋七は「『激突!漫才新幹線』の時は、僕らが一番売れておらず、伸び伸びとできた。お客さんも新鮮に感じたんやろね、ドッカン、ドッカン受けた。終了後、舞台のそでで横山やすし師匠に『お前ら、売れるで』って言われて、ものすごくうれしかったね。ブームが起きるなんて、全然思わなかった。全国ネットで夜9時やから、名前ぐらいは知ってもらえるやろうと。放送翌日にCMの話が来て、びっくりしたわ」などと話している[出典 45]。『激突!漫才新幹線』放送から2ヵ月後の1980年3月の土日に「花王ヘアケアまつり」のイベントに出演し[31]、それまでの営業のギャラの12倍が貰えて「これは凄いことになったなあ」と実感した[31]。また漫才番組はドラマと違って、企画を立てて1週間後に放送できるというお手軽さもあった[出典 46]。同年4月から始まった『スター誕生!』のお笑い版[31]『お笑いスター誕生!!』（日本テレビ）でも、先兵役を務めて、ケタ違いの実力を見せ、ストレートで10週を勝ち抜き初代グランプリとなり大ブレイク[出典 47]、漫才ブームを引き起こす[出典 48][注釈 7]。B&Bやツービートら、当時の若手たちが"上の世代"とは違った漫才を提示したからこそ、世間から注目を浴びた[8]。お笑い芸人で初めて化粧品洗剤業界のCM（花王ハイトニックシャンプー）に抜擢されたのも、B&Bは単なるお笑いのイメージとは違う、新しいタイプのタレントとして見た当時の花王副社長・佐川幸三郎によるものであった[出典 49]、お笑い芸人で初めて客席からテープが飛んだ[99]。『月刊平凡』1980年10月号で紳助・竜介と共に漫才師として初めてアイドル誌のグラビア(「対談超特急(3) / B&B 紳助・竜介」)を飾った。サイン色紙を手にした女子中・女子高生が演芸場のロビーに列をつくり出待ちした[出典 50]。漫才には縁遠かった女子中高生など[31]、最初に女性ファンを呼び込み[出典 51]、ファン層を一変させ[31]、お笑い芸人をアイドル化させた功績は計り知れない[出典 52]。
- 漫才師で初めて全国ネットのレギュラー『笑ってる場合ですよ!』の総合MCを務めたのも、B&Bが一番人気があったからである[出典 53]。人気の過熱で毎日スタジオアルタからの公開生放送だった1981年1月15日（成人の日）では、定員をはるかに超える観覧希望者が殺到して将棋倒しになり、2人が負傷した[31]。翌日の放送は番組初の無観客放送となり、B&Bは自分たちの不手際ではなかったが、生放送で頭を下げた[31]。『サンデー毎日』1981年1月4日・11日合併号の「ニュー漫才 東西の人気コンビ名鑑」という記事のB&Bの紹介に「大阪にいるころはパッとしなかったが東京に出てくるやたちまち大当たり、一躍人気ナンバーワンとなる。"これが青春だ" "広島名物もみじまんじゅう"など数々のギャグやアドリブ、早口言葉で文字通り体当たり演技」と書かれている[105]。ビートたけしは著書『たけし吼える！』で「漫才ブームのころさ、オレ自分で考えてみたわけ。B&B、紳助・竜介とかいただろ。どう考えても四番手くらいだったのよ。ツービートって」と述べている[106]。B&Bは漫才ブームの最大のスターであった[107]。洋七は「あの時期、爆発的に売れてるアイドルがいなかったんです。それで、騒ぐ対象がないから漫才師に向けられたと思う」と解説している[108]。たのきんトリオがブレイクする直前のエアポケット状態の時期であったかもしれない[独自研究?]。

### 絶頂期
- 同年4月、フジテレビプロデューサー横沢彪が穴埋め企画として、失敗覚悟でゴールデンタイム1時間半という画期的なお笑い番組を敢行[出典 54]。『THE MANZAI』と題したこの番組は、B&Bをはじめとした若手芸人を中心に起用、笑い屋のおばさんを廃止し、客席には落研やプロレス研究会などの大学生だけを入れる、ディスコ調の派手なセット、ナレーションにアメリカナイズされた小林克也の起用、服装は自由、ネタを編集する、CMネタを認めるという、当時としてはタブーだった事をすべて許容した斬新なものだった[出典 55]。これらの大半を提案したのは、何と洋七という[出典 56]。洋七は横澤に「洋七、何かいいアイデアないか」と番組の企画の相談をされて、「客席に仕込みのおばちゃんじゃなくて、若い人を入れて漫才やりましょ。欽ちゃんもハガキ読む番組で前に若い人を置いてますよ。"漫才"も若い感覚でB&Bみたいに横文字にしたらどないですか」と提案した。横澤は「なるほど」と言って「THE MANZAI」という横文字の番組名となったと話している[73]。若手芸人といってもそれなりのキャリアを持った彼らは、大いにその実力を発揮し漫才は爆発的な人気を得て社会現象ともなる[111]。
- 7月には「お笑いスター誕生!!」での10週連続勝ち抜き初代グランドチャンピオンとなった[112]。これらの活躍により1980年代初頭の漫才ブームの火付け役となり、ツービートや、当時若手といわれた紳助・竜介、オール阪神・巨人、のりお・よしおらが後に続いた[出典 57]。当時既に星セント・ルイスが人気を得ていたが、この頃の漫才師の中ではB&Bが、アイドル的人気を得てブロマイドが売れるという現象まで引き起こし一気に追い抜いた。B&Bは若い女性に大人気となり[46]、ブロマイドの売り上げがアイドルと混じって男性部門第3位となる。漫才コンビの売れ行きが順位の上位をしめたのは、マルベル堂の歴史で初めてのことだった[114]。最初はビートたけしがB&Bのボディーガードをやっていた[要出典]。
- この人気でピーク時で、週に実に15本[24]、19本[出典 58][注釈 8]、26本[52]、新春特番の収録が重なる12月で106本[31]、月84本[9]（月〜金の帯番組を5本と計算すると）、あるいは月100本以上もの番組に出演する殺人的スケジュールとなり、国民的スターとなる[出典 59]。所属事務所が小さかったため、来るもの拒まずで来た仕事は全部やった[31]。月84本をやっていた時は、70本ぐらいで芸能界は俺一人でやってる気持ちになったという[9]。2012年10月11日に出演した『イマなま3チャンネル』（中国放送）では「当時レギュラーが週19本。これはまだ抜かれてない記録ではないか。みのもんたが16本だった」と話した。洋七は当時都内のマンションに家族と住んでいたが[31]、家に帰ると子供が2人ともまだ小さくうるさくて眠れないため、毎日ホテルニューオータニに宿泊していた[出典 60]。同年10月、『笑ってる場合ですよ!』（フジテレビ）の総合MCに抜擢される。当時この時間帯のターゲットは『アフタヌーンショー』（テレビ朝日）に代表される主婦層で[115]、フジテレビは何をやっても視聴率を獲れず、そのため主婦層を大胆に捨て、たまたま家にいる女子大生や、水商売のホステスが目覚めて起きたとき観る番組にしようとターゲットを変えた[115]。関西芸人が全国ネットのお昼の番組の司会というのも画期的だった[116]。当時は漫才が司会をやって当たったためしがない、と言われていたのである[78]。「笑ってる場合ですよ!」のプロデューサー・横澤彪は「当時、その昼の枠は"不毛地帯"と言われていたんですが『笑ってる場合ですよ!』が見事に成功を収め、その勢いで『ひょうきん族』が生まれた」と述べている[109]。どのチャンネルをひねってもB&Bの見られない日はないほどの人気だった[117]。この年、従来の浅草松竹演芸場に加え、東宝名人会や新宿末廣亭、日劇にも出演。年末は時間が取れない中、深夜0時、2時、3時、と3回のクリスマスディナーショーをこなす。スケジュール表は真っ黒、寝るのは移動の車と列車の中という忙しさだった[117]。1981年のさっぽろ雪まつりは雪像の大部分がB&Bで飾られた[117]。1981年暮れの特番確保にB&Bを独占するため、各テレビ局は1本500万円の軍資金を用意した[117]。当時は「B&B待ち」という言葉があり[31]、どんな特番でもB&Bのスケジュールが空くのを待った[31]。新聞のテレビ欄のクレジットには、平仮名、片仮名の出演者が並ぶ中、B&Bだけ太いアルファベットで表示されるためよく目に留まった[31]。B&Bは日本一数字が取れるタレントで、「B&Bのスケジュールを押えろ！」が当時のテレビマンの合言葉だった[31]。畑違いの『西部警察』や時代劇に出演したのはこのため[31]。当然忙しいB&Bにはセリフを覚えたり、演技をする時間などないため、ドラマの内容とは無関係なシーンばかりだった[31]。皇居近くの桜が咲いた場所でカツラを被って駕籠を担いで終わりという撮影は、何の番組かは分からずにやったと話している[31]。所属事務所は社長が一人、タレントはB&Bだけで社長がマネージャーを兼務した[57]。ほとんどフリーのような状態で[60]、そのためギャラは3人で分けて毎月数千万を紙袋や段ボール箱に入れて持って帰った[出典 61]。漫才ブーム当時は漫才師で最も人気が有り、2007年4月21日放送の『メレンゲの気持ち』（日本テレビ）で洋七は「月給が最高の月は8000万円、4年間で32億円稼いだ」と自称している[10]。1980年代、日本は景気がよく、昔の方が今よりギャラが高かったのではないかと話している[120]。

### 解散、個々での活動（4代目B&B）
- しかし、この人気が原因で漫才のネタを考える時間が無くなり（移動時が唯一睡眠出来る時間だったと言われている）[出典 62]、同じネタを繰り返し使うようになって、徐々に観衆から飽きられるようになってしまう[出典 63]。事務所が小さく、来る仕事は全部受けて、自身もすり減った[出典 64]。時代の寵児となったB&Bは全てを出し尽くし、誰よりも早く飽きられた[31]。舞台に立つ度に空席が目立つようになった[31]。今日は1,000人、明日は100人と『そんなアホな』みたいに急激にお客が減った[31]。最盛期には警備員20人が500人の出待ちの女子中高生に「押さないでください！押さないでください！」と絶叫していたが、気付けば警備員20人がファン20人に叫ぶという滑稽な状況になった[31]。ビートたけしは「B&Bとかザ・ぼんちとか、漫才ブームのなかのトップを目指したから潰れてしまったわけね。オレは漫才ブームのときには、自分で1位になってやろうなんて思ってなかったから。そのときから違うことやろうと思ってたからね。その後の勝負だとおもっていた」と述べている[123][注釈 9]。1981年5月から始まった『オレたちひょうきん族』（フジテレビ）では、B&Bは裏番組の『爆笑ヒット大進撃!!』（日本テレビ）でレギュラーを持っており『ひょうきん族』への参加は半年遅れ、その頃には既にビートたけしと明石家さんまがメインになっておりB&Bは完全に脇にまわった[125]。1982年の『笑ってる場合ですよ!』終了と同時に人気が急降下[13]、1983年秋にB&Bを解散[出典 65]。レオナルド熊は「B&Bの看板さえかけてりゃ、まだまだ稼げるハズなのに、年収1億円をフイにしちまった。いい度胸してるね。もっとも広島のもみじまんじゅう屋は、真っ青になってるらしいよ」などと評し、坂本スミ子の大麻事件に次ぐ 1983年芸能界10大ニュースの第2位に挙げた[127]。テレビ・ラジオの露出こそ減ったが、劇場や地方営業などではまだ充分に稼げる状況であった。

- B&Bは関西育ちの漫才コンビではあるが、当時は「漫才ブーム・東の主役」とも[128]、「東京漫才御三家」ともいわれていた[128]。吉本興業は当時、演芸場を三館経営し、テレビもラジオも制作していたため、西の漫才師はまず演芸場に出して、テレビで顔を売って、人気が無くなれば、また演芸場に戻すという「還流システム」を成功させていた[128]。これに対して東の漫才師にとっては厳しい時代であった[128]。東の常打ち演芸場は1980年8月に日比谷東宝演芸場が閉鎖されて以降、浅草松竹演芸場一館しかなく、しかも東京は落語が強く『色物』と呼ばれる漫才は漫談や奇術などと同じく添え物扱いを受け、寄席と落語協会、落語芸術協会の間には興行協定が結ばれ、漫才師などはその落語二協会の同意がなければ、寄席に出られない仕組みになっていた[128]。そうした事情もあって1980年当時、東京の漫才コンビは60組程度であった[128]。更に浅草松竹演芸場も浅草六区の再開発で1983年11月に閉鎖が決まっていた[128]。B&Bの解散で「東京漫才御三家」は全て漫才を放棄した[128]。洋七は精神的な理由で6年間の休養生活に入り、表舞台から姿を消した[出典 66]。

個々での活動は島田洋七、島田洋八を参照。
- 洋七は漫才スタイルのヒントにした「ケンケン・てるてる」の「ケンケン」こと国分健二（元・浮世亭ケンジ）を東京に呼び寄せ、新たに「スティング」を結成[20]、抜群の面白さを見せたが、所属事務所の力も弱かったためか、テレビではそれほど出演することが出来なかった。テレビ朝日『トゥナイト』のレギュラーになるも、すぐに吉本興業の新人タレントにその座を奪われた。再びB&Bと改名するが、解散。間寛平とも漫才コンビを組むがうまくいかず、1991年、『1991真夏大阪漫才格闘技バトルロイヤル』で8年ぶりに(3代目)B&Bを再結成させた。しかしまたも解散。親友のビートたけしの番組『北野ファンクラブ』で番組内限定の漫才コンビ“B&BEAT”でたけしとともに漫才のカンを維持、その後1996年に洋八と再々結成して吉本興業に復帰。復帰当時は駆け出しからの出直しを誓い、トップバッターを受け持ち、「もみじ饅頭」等のギャグを封印。正統派漫才で見せると公約した。吉本所属時にはなんばグランド花月他で月替わりのレギュラー出演、スピード感溢れる掛け合いは色あせていなかった。一時期封印していたかつてのギャグは後に解禁した。

- 洋七は1999年から、佐賀県佐賀市東与賀町に居を構えて[129]、講演会中心の活動を続けた[出典 67]。洋七は「大阪の芸人が東京に進出したのも僕らが初めてだし、田舎に帰ったのも僕らが初めてでしょう」などと述べている[23]。洋七は佐賀での極貧の少年時代を著した『佐賀のがばいばあちゃん』がベストセラーとなって漫画化・映画化もされた[出典 68]。シリーズ累計で1000万部を突破しているとされる[出典 69]。講演会は2023年で5000回近いとされる[5]。その『佐賀のがばいばあちゃん』関連の収益について吉本と対立し[出典 70]、2007年4月10日、吉本興業を再度離籍した[出典 71]。吉本所属時の2002年から5年間『M-1グランプリ』の審査員を担当。吉本退社後はマスメディアへの露出が減ったが[5]、洋八とのB&Bは2021年現在も活動している[出典 72]。洋七は2021年の『週刊大衆』のインタビューで「B&Bは解散してないんですよ。2020年も2回仕事しました。けど、僕が佐賀、洋八が伊豆大島に住んでいますから、仕事で呼んで頂いても交通費だけでもバカになりませんしね。それに歌なら懐メロが流行ってますけど、漫才はそうはいかない。やっぱり新しいものが求められますから」述べている[23]。

## 評価
島田紳助は「漫才ブームで新しいことをやったのは、B&Bとツービート、紳助・竜介だけ。ほかは前からあったもの」「漫才ブームは、B&Bとツービートと紳助・竜介が作ったんです。時代を作った3組、ルーツは一緒なんです。漫才ブームが興ったときに、今までの漫才と違う形の漫才が始まるんです。それまでの漫才はネタフリがあって、一個のネタでちゃんと起こしていくんです。この3組に共通してるのは、全く違うシステムなんです。それまでの漫才の形と全く違うシステム、ツッコミボケという新しい分野であり、1人が完璧にネタの九割喋るんです。で、誰がこれを編み出したかというと、最初は松竹芸能のケンケン・てるてるという方が、それをちょっとやったんです。それを見た島田洋七がパクったんです。これが自分に合うと思ったんです。その洋七さんを見てたけしさんも"これや!"ってパクったんです。そして高校三年生の僕が洋七さんを見て『今までの漫才なんか全然おもろない。これからはこれや!』ってこの世界に入ったんです。僕もツービートも全然売れてない時、東京の漫才コンクールでたけしさんに会ったんですが、たけしさんの言葉未だに忘れられません。『B&Bに似てるね』って。そんとき『はい』って言いながら心の中で、おまえらもやないかい、と叫びました」と話している。
ビートたけしは「漫才だけは洋七に勝てなかった」「漫才ブームは洋七が作った」などと話している。
1993年7月2日にテレビ朝日系で放送された、漫才ブームを振りかえる『驚きももの木20世紀』「漫才ブームの真実」という番組では、洋七とぼんちおさむの眼を通しての漫才ブーム、という構成が取られていたが、この中で洋七は「漫才ブームは去ったけど、その中にビートたけしや島田紳助みたいな、とてつもない天才がいた、発見できたことが嬉しい。それは誇りですよ。漫才ブームが無ければ二人は無かったわけだから」と話した。洋七は「俺らたぶん、芸能史上いちばん忙しくなって、急にあかんようになった日本一だね。漫才ブームをマラソンに例えると、アホな俺らはスタートから国立競技場のトラックを全力疾走したようなもん。それで沿道に出た途端、息切れしたんや。俺も嫁さんも家出少年、家出少女やったんです。そんなんが都会暮らしに憧れ、大阪に出て漫才に出会った。そして東京に出て花が咲いた。一回売れただけで儲けもんよ。ブームが続いたらよかったなあ、なんてこれっぽっちも思わないよ」などと話した。漫才ブームを境にそれまで芸能界のヒエラルキーの下位にいた芸人たちは憧れのスターになった。「冷飯食いの漫才師が天下を獲る」そのサクセスストーリーを最初に実現させたのがB&Bだった。関西芸人が、東京へ進出してブレイクし、MC番組を持つ、今日では当たり前となっているこうした流れをつくったのはB&Bである。
浅草キッドは「漫才師」という一見愚にもつかない職業を、あの80年代初頭の空前の“漫才ブーム”の到来とともに、キラ星の如くスターが輝く芸能界のなかで眩しいほどの光明を誇る一等星に押し上げたのは、紛れもなくビートたけしと島田洋七であると話し、「俺たちがこの世界に飛び込んだのも二人に魅入られて決めたようなもの」と述べている。
木村政雄は「漫才の歴史を振り返る上でキーポイントになるのは、やっぱり'80年に起こった『漫才ブーム』。ピークは2年間くらいやったけど、これで漫才師の認知度が一気に高まった。大阪でくすぶっていたB＆Bが東京に出て、お笑いを盛り上げてくれたのも大きかった」と述べている。「お笑い」関係の多くの著書があり、漫才ブームにも係わった井上宏は、「B&Bが東京で大活躍しなければ、漫才ブームも起きなかったかもしれない」と述べている。また『笑点』のチーフ作家・遠藤佳三も「B&Bの東京進出がなかったら、若手漫才ブームは、もっと小さなもので終わっていただろうと思う。B&Bは東京人に上方漫才の面白さを改めて吹き込み、関西弁に違和感をおぼえる人々にも、こと漫才だけは抵抗なく受け入れてもらえる素地を作ったのである。その素地がなければ、大阪のニューウェーブ漫才は、そう簡単に東京に進出できなかったはずだ」と論じている。関西弁（近畿方言）の全国普及は漫才ブーム以降の関西お笑いタレントの東京進出の活発化によってより広まったものだが、その嚆矢は非関西人のB&Bである。B&Bの漫才は、老若男女誰にもわかりやすく親しみやすかった。また非常に陽気で愛敬があり言葉の毒を中和して、若い視聴者を関西弁の笑いに馴染ませ素地作りに貢献したのである。B&Bは、大阪の笑いをテレビを通じて全国区にし、後進への道筋をつけたといえる。洋七自身、「漫才ブームの遺産と言えば、関西弁が全国に認知されたことでしょう」と話している。

## 芸風
それまでの息と間を大切にするしゃべくり漫才ではなく、コンビの2人が掛け合いをしないで、ボケがお客に息つく暇させ与えずに一方的にしゃべり、そのスピードとリズムで笑いを増幅させ、唐突に「もみじまんじゅうー！」という大げさな決めゼリフにアクションを繰り出し、爆笑の渦を巻き起こすB&Bの漫才は、全てが新しいスタイルだった。それまでの"8ビート"から"16ビート"に上げたといわれるB&Bの"マシンガン漫才"は、同時代の漫才師に大きな影響を与えた。漫才ブームの特徴であるテンポの速い漫才はB&Bが与えた影響といわれる。コンビとの掛け合いではなく一方的に"マシンガントーク"をかますスタイルを完成させたのはB&Bである。洋七は「もともとそういうスタイルはあったんだけど世に出したのは俺やろうね。で、たけしがそれに続いた」と述べている。澤田隆治はB&Bについて「うまいも何もないですよ。とにかくギャー!と攻めて行くという、だからボクシングでいえば、カー!と打ち合ってる感じ。そういうのは無かったですよ。だから、これは漫才を変えれたなと思う」と述べている。澤田は「B&Bの人気爆発によって、自身が温めてきた若手、紳助・竜介、オール阪神・巨人、のりお・よしお、ゆーとぴあなどを登場させた」と述べている。
紳助は、「洋七はケンケン・てるてるをパクった」と話したが、洋七自身は著書で「逆説的に聞こえるかもしれないが、人から『似てまんな』と言われない為に、そして自分たちの芸で客を笑わす為に、芸人諸兄、諸先輩方の芸を徹底的に見て、徹底的に盗んだ。それらの良さを貪欲にパクり、自分たちの中で消化吸収して、B&Bと言う新しい果実を実らせたと言っても過言でない。4コマ漫画のように漫才が絵としてイメージ出来る。テンポが速く、喋りは明快でキレがある。視線を吸い寄せる派手なアクションがあり、オチもドッカーンと決まる。だから、B&Bは当たった」と解説している。2013年3月24日に放送された『漫才歴史ミステリー 笑いのジョブズ』（朝日放送）で、"マシンガン漫才"のルーツは何かとの質問に対して洋七は「B&Bの最初の相方が松竹芸能に面白い漫才師がいるから見に行こう、勉強になるからと誘われて見たのが、ケンケン・てるてるで、こういう漫才もあるんだと驚いた。ネタフリが少なくて（テンポ）が速い。じゃあ俺らもこんなパターンをやろうと。要するにいとし・こいしさんみたいな漫才をやると年数かかる、上手すぎて。年数もかかるし出来んかも分からん。オチさえしっかりいとけばネタフリは簡単なのでいいやと。それはヒントですよね」と答えた。またスタイルの構築に関しては「俺だけがずーと頭にネタ入れて、洋八は何でやねんって言えみたいな。ウチは作りは無茶苦茶。だからテンポ上げるんですよ。お客さん気づかへんやろみたいな。だってやすきよさんとか、仁鶴師匠とかいとし・こいしさんとか上手いじゃないですか。あんな芸ないですもん。だから取りあえず速く喋っとけみたいな。叩くは押すは、誤魔化しみたいな漫才やった」と話している。
喋りのスピードを上げたのは、横山やすしに「お前の声は聞きやすい。速く喋っても耳に届く。テンポを上げた方がお客は笑うで」とアドバイスを受けたのが切っ掛け、「横山やすしさんから直接教わったのは自分くらいでないか」と『メントレG』出演時に話した。稽古で洋八があまりにもヘタでイライラしていると、横で聞いていたやすしが「洋七、怒るな。あいつがしゃべれんのやったら、お前がネタ振って自分でボケろ。両方やれ」と的確なアドバイスを頂いて、それで新しいスタイルが生まれた、B&Bのスタイルを確立してくれたのはやすし師匠だと思うと話している。それに頭の回転が速かった佐賀のばあちゃんからの影響もあったと思うという。上岡龍太郎は「B&Bの相方をいじめるパターンのネタの元祖は、姿三平・浅草四郎」と述べている。吉本興業前社長・吉野伊佐男は「衣装革命を起こしたのは中田カウス・ボタンで、その衣装革命を受けて出たのがB&B」と述べている。洋七は「カウス・ボタンさんを真似してジーパンにトレーナーを着ることにした」と述べている。ザ・ぼんち・里見まさとは、「B&Bのネタはテンポが速く、いくつものネタを洋七のその場の判断?思いつき?で次から次へと進めていく。どのネタ部分で終わるのかわからない」「ザ・ぼんちは、比較的オーソドックスな漫才だったので、花月などで続けて出演した場合、出番がB&Bの直後になろうものならあのスピードに吹き飛ばされた。B&Bのネタはスゴかった。そしていま42年間を振り返ってみても、ぼくは絶えずB&Bを追いかけていたように思う。当時も意識して、なりふりかまわず、スピードがあって動きのあるネタをつくらなあかんと、ぼくは考えた。B&Bに吹き飛ばされないネタをつくるんだと、そのことだけを考えた漫才をやった」などと話している。
洋七は人気が爆発した1980年8月の雑誌インタビューで、自分たちの漫才スタイルについて「テクニックなんもいらへん。けなし合いだけや。間もなんもなしで、ただしゃべくりやっとったらそいでいいねん。ネタはま、作りますけど、大まかにテーマ決めとくだけやね。あとは舞台上がってからや。舞台上がったら洋八の方が合わす。もう、ムチャクチャ急に言いよるから『ええかげんにせエ』っていうでしょ、そうすると『ええかげんにしますウ』とか返事しよるし、『ちょっと待てエ』言えば『待ってるがな』とじっとしてる。『あっち行け』なんていうと舞台降りちゃったりね。ラジオ番組には出れないですよ。お客さんいないと、とてもできないですもん、うちら。漫才というもんからいけば邪道やね、まあ。そやけど漫才もせいぜい秋口でっせ。漫才ブームなんて、すぐ終わりますワ。要はブームに乗っかるよりいかにして残るか、これだ。常に日本で五本の指に入るとこにいたいでんな。そうすりゃ、タレントとして生きられまんがな。あきられないようにするには、ネタ売らんで人間性を売ることやね。漫才やって初めてオモロイっちゅうんじゃなくて、普段見ただけで『オモロイやっちゃ』と言われる人間でいようっていうことですワ」などと述べている。元々洋七が一方的に喋り、時折、洋八が合いの手を入れるスタイルではあったが、忙しすぎてこのスタイルに拍車がかかった。B&Bはライブ感があったと評されたのは、洋八は洋七がその舞台で何を喋るのか聞かされずに舞台に出ていたからであった。
前述の『漫才歴史ミステリー 笑いのジョブズ』（朝日放送）は、漫才を一夜に変えた人物、革命を起こした人物＝「笑いのジョブズ（スティーブ・ジョブズ）」の正体に迫る歴史ミステリーという内容であったが、漫才ブームが興ったあの夜、1980年4月1日「THE MANZAI」の舞台に現れた7組の漫才師、ツービート、B&B、ザ・ぼんち、横山やすし・西川きよし、島田紳助・松本竜介、星セント・ルイス、中田カウス・ボタンに加えて、やすきよが漫才を再開する切っ掛けを与えたWヤング、そして洋七に漫才スタイルにヒントを与えた国分健二を1980年代の漫才ブームに於ける「笑いのジョブズ」に認定した。
ネタは全て洋七の自作。ほとんど洋七が喋るためネタ合わせもしない。ネタ合わせをしたのは後述する消防士ネタ"だけという。こうしたB&Bら若手の漫才を古川嘉一郎は当時、「自作自演、台本なし。仲間うちのシャレをそのまま出してきた。わたしら、感性の漫才てなこというとるんですが」と嘆いた。漫才ブーム以降の漫才師はネタは自作が多く、澤田隆治は「作家はいらん」と言ったという。漫才ブーム以降は芸は不要、キャラクターが売れる時代になったという見方がある。
洋七の話はウソやホラが多いといわれる。1981年8月にツービートのコンサートと『ビートたけしのオールナイトニッポン』の生放送が広島であり、これに洋七も同行。空いた時間にたけしに広島を案内したが、「タケちゃん、ほんまアメリカは無茶しよるで、なんで平和公園に原爆落とすんや!!」「落とされた時、ほんま見たんや!」「原爆ドームは昔あそこで鳥を飼ってたんやで」などと話がメチャクチャだったとたけしは述べている。一方的な洋七のしゃべりは、時にはブレーキが利かなくなり、現実とシャレの境目がわからなくなる。自分の経歴ですらその場の空気によっては、マジとシャレを入り混ぜて話してしまい、それが独り歩きしてしまっていると考えられる。ノリとスピードに虚と実が交錯する、いい加減さとノリのよさこそが、B&Bの最大の面白さだったといえる。

### ギャグ
- B&Bのギャグの代表格と言えば「漫才ブーム」を代表するギャグでもある「モミジまんじゅうー!」である[出典 80]。もみじ饅頭は、B&Bの一世を風靡したパフォーマンスによって全国区になった[出典 81]。
  - 一発ギャグ「モミジまんじゅうー!」の誕生の経緯であるが、これはネタではなくアドリブで偶然生まれたものだという。お互いの出身地、広島と岡山を自慢し合い、けなし合うという、元祖、"ご当地漫才"[156]ともいわれる有名な「広島VS岡山漫才」[157]の中で使われるギャグだが、これも最初から台本はなく、岡山と広島の褒め合い、けなし合いをしようとだけ決めて1976年、うめだ花月の舞台に出たのが始まり[158]。洋八から岡山はマスカットや桃が有名だと言われ、その時広島には有名な食べ物は何があるだろうと考えて、何も思いつかず。ふと、全国的にはあまり知られていないが、そういえば「もみじ饅頭」があったなと思い出して「モミジまんじゅうー！」と脈絡なく、口を突いて出た[158]。誰も知っている人はいないから無反応だったが[159]、洋八が「どんなんや」と言うので、その饅頭の形を思い出しながら、もみじの形を手振りしながらやると会場がどっとうけた[159]。「これだ！」と思い、以降、一発ギャグとして使うようになったという[159]。看板ネタでもある「広島VS岡山漫才」は、数年間受けなかったが、これをやり通し、回りから「もうそのネタやめたら」との声も出たが、「売れた上でもマンネリならやめるが、今はこれで勝負したいんです」と譲らず、しつこく続けたものであった[28]。
  - もみじ饅頭も（広島のお好み焼きも）1970年代当時は全国的にはほとんど知られていなかった[159]。もみじ饅頭も、このギャグが流行るまでは、広島県民にとってもあまり馴染みのあるものでは無く「宮島に行きゃぁ売っとるよ」という程度の存在だったが[注釈 11]、このギャグのブームでメーカーが15社から一気に200社にまで増えた[出典 82]。その中でも最大手のにしき堂は売上が5割増えたとも[出典 83]10倍に跳ね上がったともいわれ、最盛期には修学旅行のコースにもなって生産が追いつかず、深夜にまで工場を稼動させていた[161]。大きな工場を新築できたのはB&Bのおかげともいわれる[154]。もみじ饅頭はB&Bのギャグによって全国区になり[161]、ブームが終わった後も完全に広島土産として定着し[163]、現在でもメーカーは100社程度ある[出典 84]。広島のお土産物屋では今でも1/3のスペースがもみじ饅頭で占められる。
  - 広島県民にとってあまり馴染みが無かった「もみじ饅頭」を、洋七が広島名物のギャグとして使った理由は、洋七が佐賀に預けられていた時代に、たまたま母親がにしき堂の近くの食堂で働いていて、毎月の仕送りと一緒にもみじ饅頭を入れて佐賀に送っていたため[出典 85]。「もみじ饅頭」は、遠く離れた母親を思い出す味であり、洋七にとって故郷・広島の味として強烈に記憶に刷り込まれた物だった[出典 86]。洋七は今でも「もみじ饅頭」を見ると涙が出るという[154]。
  - 洋七の功績に感謝したにしき堂の大谷照三会長は、お礼に現金5000万ほどを手渡そうとしたが、洋七は逆に「我々ももみじ饅頭のお陰で売れた」と受け取らなかった[154]。しかし、大谷会長が感謝の気持ちを表すため、広島の飲食店に対して「B&Bの飲食代は当人から受け取らず、にしき堂へ請求書を回せ」と指示している説があり、洋七は今でも広島へ行くと、店がお金を受け取らないため飲食費は無料とのこと[154]。大谷会長が2015年に死去した際、洋七は葬儀で弔辞を読んだ[159]。
  - 「モミジまんじゅう〜!」のギャグが流行った時、広島の県菓に選ばれ宮島で表彰された。二千人位の参列者の前で、一枚板の3メートルもある巨大しゃもじを渡された。「このしゃもじは由緒ある何某寺に奉納されたもので…」と言われたため「いらん」と言えず、半分にして持って帰るわけにもいかず。結局梱包して宅配便で送ると5万円かかった。しかし大きすぎて家に入らず、仕方なく物置を70万円かけて作り斜めに入れた。やはり使い道もないので処分することになり、高野山まで運んで奉納して拝んでもらい燃やしたら100万円かかったという[166]。
  - 1982年10月17日にテレビ朝日系で放送された刑事ドラマ『西部警察 PART-II』第18話「広島市街パニック!!」は、広島市内を中心としたロケで、終盤には広島電鉄の路面電車を爆破するなど[167]、大がかりなアクションシーンで広島でこの回の視聴率が49.6％を記録したといわれ[167]、同ドラマの傑作選として今でもよく再放送されて有名であるが[167]、B&Bはこの回のゲストとして出演している[167]。役柄は洋七がにしき堂の従業員で、広電の市内電車をジャックした犯人に狙われるという設定で、実際ににしき堂の本社・工場でロケが行われた[167]。一方、洋八は洋七の友人役で同じく地元企業であるチチヤスヨーグルトの工場で働く従業員という設定であった。路面電車ファンからは大顰蹙を買った[167]（詳細→広島電鉄#その他）
  - 2013年7月から始まったデイリースポーツのMEMORIESシリーズ連載スタートにあたり、洋七は担当者から「人生もみじまんじゅう」という意味不明のタイトルを提案されたが、これを拒否し「島田洋七のこんな人生でゴメンね」と変更した[168]。

- 「モミジまんじゅう～!」以外のギャグとしては、洋八のアフロヘアーをジャングルに見立て髪を掴んで頭の中に「小野田さ〜ん!」と叫ぶ、クイズ「リンゴとミカン、どっちがバナナ」、脳天気に明るく笑って「めちゃめちゃ陰気やで〜」と踊る、などがある[3]。B&Bは洋七が一人でしゃべって、洋八がタイミングよくツッコむという形態なので「練習・打ち合わせはしない。したのは消防署のネタだけ」（洋七談）と言う。消防署のネタというのは、セリフをアクションを交えて洋七が少しずつ見せて洋八に復唱させる、というもので、最初は短いので出来るが段々長くなり出来なくなるというネタである。正式題名は"消防士の生きざま"という[46]。

## 逸話
- 1970年代後半、吉本はやすしきよしやコメディNo.1、Wヤング等、実力者が揃って層が厚く、洋七らの喰い込む余地はなく、吉本に相談したら「ザ・ドリフターズみたいなんをやれ」と言われ1978年、リーダーの洋七が楽屋でザ・ぼんち、のりお・よしおに、明石家さんまに声をかけて洋七が『ビールス7』（後にチンチラチン）を作った[43]。「ヤングおー!おー!」（毎日放送）の林プロデューサーに、「番組でウケたらコーナーを持たせてやる」と言われたがコントの練習中、キャラの被る西川のりおと度々殴り合いの大ゲンカを繰り返し、当時まだ20歳そこそこだったさんまが仲裁に走った[出典 87]。二人の機嫌をとるため代わりに殴られ「初めて大人の汚い世界を見た」という[171]。『ビールス7』の前説が好評でレギュラーになるという時になってB&Bが外され、紳助・竜介が代わりに起用、大きな人気を得た[43]。外された理由をプロデューサーに聞いたら「若い方がええ」と言われたというが、洋七は「ヤングおー!おー!」のレギュラーだった桂きん枝（後の4代桂小文枝）が以前、飲み屋で洋七と間寛平に引き摺り回されたことを恨み「あいつら若いのに生意気」とプロデューサーに口添えしたのが外された本当の理由と話している。弟弟子にレギュラーの座を奪われた洋七の吉本への不信は決定的となり東京行きを決意するに至った[出典 88]。

- 上記の件から、のりおとは犬猿の仲。B&B再結成時の劇場の前座でのりお・よしおが漫才をしたが、「客を温めて」おくのでなく客を「疲れさせた」のでB&Bが登場してもウケず、洋七が激怒。のりおの泊まっているホテルへ乗り込むも不在で、鍵を開けさせ中に入り衣装を破き、薬を捨てた逸話があり、その後のりおから「請求書」が届いたというオチもある。しかし、現在は不仲ではないようで、松本竜介の葬儀・告別式に共に参列している。「個人的にはのりお・よしおが大好きです」と述べている[19]。正しくは、B&B再結成時ではなく、間寛平とコンビを結成した時の「花王名人劇場」でのひとコマであり、漫才で「疲れさせた」のではなく、番組途中の芸人仲間のトークコーナーでのりおが暴走して「疲れさせた」のである。のりおがホテルに不在だったのは、寛平が「あいつは許さん!」と番組終了後の楽屋で言っていたのを聞いた某芸人がのりおに伝えたため逃げた結果だったと、名人劇場放送翌週放送の「オールナイトニッポン」でビートたけしが暴露していた。

- 6年間に二度も相方に逃げられた失意の洋七に洋八を紹介したのは桂三枝（後の6代桂文枝）とされる。その後洋七自身が「俺と一緒に漫才で勝負しよう」と役者志望の洋八を口説いた。三枝は舞台袖で進行係をしていた洋八を「あいつ、どうや?」と指さしただけだが、「あいつ男前やんか。これからは漫才も男前が売れるぞ」と言ったという[24]。

- 初めてのゴールデンである、1980年1月20日放映「花王名人劇場」“激突!漫才新幹線”出演後、文字通り一夜明けたら大スターで[31]、翌日には番組スポンサーの花王石鹸から「ハイトニックシャンプー」のCM出演依頼があり[31]、15万円だった給料が歩合制に変わり、いきなり500万円に上がり、その後は毎月倍々ゲームになっていったと話している[出典 89]。同番組の出演にあたり、プロデューサーからキチッとしたスーツの着用を強要されたが、金が無い事もあり拒否。自らがデザインしたB&Bとロゴの入ったTシャツ着用で舞台に立った。このロゴ入りTシャツやトレーナーがよく売れ、こちらも数千万の利益が出たといわれる[137]。ロゴのデザインは当時流行りのABBAのロゴをパクったと言われている[172]。この手法はタカアンドトシが真似ている。

- 『お笑いスター誕生!!』の10週勝ち抜きチャンピオンの座は実力からして獲得できて当然であるが[3]、洋七自身「あの番組には出来レース的な演出があった」と後に述べている。『お笑いスター誕生!!』が始まった1980年4月時点でB&Bは既に『スター千一夜』（フジテレビ）に3回も出演するなど、絶大な人気を誇る「スター」であったが[31]、企画書を取り寄せた洋七が興味を持ち、素人に負けようものなら、その地位を失いかねないと猛反対する事務所社長を「素人の前で、プロはこんなにおもしろいんやということを見せつけてやったらええやないの」と説き伏せ出演したもの[出典 90]。

- 高額なギャラのエピソードとして1回1,000万円というものがある[31]。茨城県日立市の日立工場はそれまで従業員の福利厚生として、従業員と家族2～3,000人でバスを貸し切り旅行に行っていたが、その年は社員運動会をやることになった[31]。そこで浮いたお金で人気絶頂のB&Bを呼ぼうとなった[31]。しかし予定された祝日は午後イチでスタジオアルタからの『笑ってる場合ですよ!』の生放送があり、収録後に日立に行ったのでは運動会に間に合わない。改めて断りの電話を入れたら「B&Bさんが来ます！というお知らせをしたところ、従業員のお子さんたちが大喜びしてます！」と言われた[31]。これでは断るに断れないと追い詰められた事務所は、アルタでの収録後、タクシーで木場に移動し、そこからヘリコプターで日立の運動会に駆け付けるというウルトラCを敢行した[31]。ヘリの往復代金は120万だった[31]。

- 洋七が漫才ブーム時に最もキツかった番組として挙げるのが『爆笑ヒット大進撃!!』（日本テレビ系列）[31]。同番組は、三波伸介がMCを務め、『オレたちひょうきん族』（フジテレビ）がレギュラー放送される前で、人気漫才師が毎週5組出演し、B&Bは総大将に担がれていた[31]。放送時間は毎週土曜19時30分-20時54分[31]。つまり怪物番組『8時だョ!全員集合』（TBS系）に真っ向勝負を挑んだ番組で[31]、B&Bは毎週『8時だョ!全員集合』が始まる直前直後の19時55分から20時7分に狙って出演した[31]。少しでも『8時だョ!全員集合』に視聴者が流れることを阻止する目的で「〇時またぎ」という業界用語はこの時生まれた[31]。毎週週末に地方の営業先からの生放送で、函館のイカ加工場で従業員のおばちゃんたちをバックに歌を歌った後、先の時間に漫才を披露したが、毎回新作を義務付けられていたため地獄だったという[31]。

- 漫才ブームの中で曲を最初にヒットさせたのは、ザ・ぼんちであるが、レコードを発売したのはツービート・B&Bの方が早かった。
- CBS・ソニーからのオファーで[173]、1980年9月発売『恋のTake 3』は1981年に入りそこそこ売れた[173]。舞台では漫才を20分やった後、歌をやるとファンも大ノリで、手拍子をとって立ち上がり一緒に歌い、思わず「オレはアリスか!」と思ったと述べている[173]。ビートたけしのように歌に思い入れもないB&Bは、歌もギャクに徹した[173]。歌詞も覚えないので当然口パク[注釈 12]。ギャグとして歌が流れているのにファンに握手しに行ったり、とてもウケていた[173]。

- 『ロンドンハーツ』や『アメトーーク!』などのプロデューサー・加地倫三はB&Bのファンで「消防車」のネタを録音して友達の前で披露していたという[174]。

- B&Bと同じ早口漫才を得意とし、2013年『THE MANZAI 2013』で優勝したウーマンラッシュアワーとよく比較される[140]。

- 島田洋七の項も参照。

## 受賞歴
- 1974年 昭和48年度 第4回 NHK上方漫才コンテスト 優秀話術賞 - 洋一・慎一コンビ時代
- 1976年 昭和50年度 第6回NHK上方漫才コンテスト 優秀努力賞
- 1977年 第6回上方お笑い大賞 銀賞
- 1978年 第13回上方漫才大賞 奨励賞
- 1980年 日本テレビ お笑いスター誕生!! 初代グランプリ
- 1980年 第8回日本放送演芸大賞 最優秀ホープ賞
- 1980年 第2回国立演芸場 花形新人演芸会新人賞 銀賞
- 1981年 第9回日本放送演芸大賞 漫才部門賞

## レコード

### シングル
1. 恋のTake 3(1980年9月21日) 07SH846
作詞:高田ひろお 作曲:鈴木邦彦 編曲:鈴木邦彦
（c/w）ミツコ
作詞:高田ひろお 作曲:鈴木邦彦 編曲:鈴木邦彦
2. 潮風の香りの中で(1981年5月1日) 07SH972
作詞:高木佳代 作曲:下園千晶 編曲:矢野立美
（c/w）ひとり旅
作詞:下園千晶 作曲:下園千晶 編曲:矢野立美
3. 泣き虫ハイウェー(1981年10月1日) 07SH1056
作詞:吉村優輝 作曲:鈴木邦彦 編曲:鈴木邦彦
（c/w）TOKYO CAR BOYビリー・ザ・キッド
作詞:松本一起 作曲:鈴木邦彦 編曲:鈴木邦彦
4. 世の中わからない節(1981年11月21日) 07SH1095
作詞:島田洋七 作曲:島田洋七
（c/w）おんど笠岡
作詞:吉村優輝 作曲:信楽順三
5. 人生オモロイで(1985年8月、島田洋七、国分健二) AH632
作詞:鳥井実 作曲:松浦孝之 編曲:池田孝春
（c/w）同カラオケ

### アルバム
1. 人気もん!ふたり旅 (1981年) 28AH1281 収録曲A面：恋のTake 3/ミツコ/いつも心にプロポーズ/B.B.プロポーズ  収録曲B面：潮風の香りの中で/涙のテディ・ボーイ/ピンナップ・ベイビー・ブルース/ひとり旅  ※ 「人生オモロイで」のみコロムビア、他は全てCBSソニーよりリリースｂ

## 書籍
- 『B&Bの仁義なき戦い 広島ヤクザと岡山ギャングの巻』 KKベストセラーズ(1980年9月)
- 『B&Bの愛しかた愛されかた』 KKベストセラーズ(1980年12月)
- 『B&Bと遊ぶ本 いたずらハイスクール<爆笑編>』 KKベストセラーズ(1982年1月)

## ドラマ出演
- おてんば宇宙人 第9話「注文の多い居そうろう」 （日本テレビ、1981年）
- 意地悪ばあさん 第14話「空とぶ円盤ですよの巻」 （フジテレビ、1982年）
- 銭形平次 第827話「簪は知っていた」 （フジテレビ、1982年）
- 大江戸捜査網(第3シリーズ) 第441話「魔の刻参上!夜の勝負師」 （テレビ東京、1982年） - 佐七、喜八 役
- 柳生十兵衛あばれ旅 （テレビ朝日、1982年） - 千平、万十 役
- 西部警察 PART-II 第18話「広島市街パニック!!」（テレビ朝日、1982年） - 前島、小笠原 役

## ラジオ番組
- B&Bのメタウケ・ラジオ三面記事（文化放送）